# Nullán
Nullán (llamada oficialmente San Cosmede de Nullán) es una parroquia y una aldea española del municipio de Los Nogales, en la provincia de Lugo, Galicia.

## Otras denominaciones
La parroquia también es conocida por el nombre de San Cosme de Nullán.

## Organización territorial
La parroquia está formada por 8 entidades de población:
- Barraceira
- Cabanas
- Chan de Vilar
- Coedo (O Coedo)
- Cubilledo (O Cubilledo)
- Forcas
- Nullán
- Sinllán

## Demografía

### Parroquia
| Gráfica de evolución demográfica de Nullán (parroquia) entre 2000 y 2020 |
|                                                                          |
| Datos según el nomenclátor publicado por el INE.                         |

### Aldea
| Gráfica de evolución demográfica de Nullán (aldea) entre 2000 y 2020 |
|                                                                      |
| Datos según el nomenclátor publicado por el INE.                     |